# Малта на Светском првенству у атлетици у дворани 2018.
Малта је на 17. Светском првенству у атлетици у дворани 2018. одржаном у [[Сопот Бирмингему од 1. до 4. марта учествовала дванаести пут. Репрезентацију Малте представљао је ј1 такмичар који се такмичио у трци на 60 метара.,
На овом првенству такмичар Малте није освојио ниједну медаљу али је оборио лични рекорд.

## Учесници
Мушкарци:
- Јакоб Ел Аида — 60 м

## Резултати

### Мушкарци
| Атлетичарка   | Дисциплина | Лични рекорд | Квалификације | Квалификације | Полуфинале            | Полуфинале            | Финале                | Финале       | Детаљи |
| Атлетичарка   | Дисциплина | Лични рекорд | Резултат      | Место         | Резултат              | Место                 | Резултат              | Место        | Детаљи |
| ------------- | ---------- | ------------ | ------------- | ------------- | --------------------- | --------------------- | --------------------- | ------------ | ------ |
| Јакоб Ел Аида | 60 м       | 7,04         | 7,09          | 5. у гр. 1    | Није се квалификовала | Није се квалификовала | Није се квалификовала | 42 / 49 (52) |        |